# Племонс, Джесси
Дже́сси Лон Пле́монс (англ. Jesse Lon Plemons; род. 2 апреля 1988) — американский актёр. Номинант на премии «Оскар» (2022), BAFTA (2022) и «Золотой глобус» (2025), двукратный номинант на премию «Эмми» (2016, 2018).

## Биография
Племонс родился в Далласе, штат Техас. Он вырос в городе Марте неподалёку от Уэйко. В 2007 году он заочно окончил школу при Техасском технологическом университете, что позволило ему получить диплом о среднем образовании.
Племонс начал карьеру будучи ребёнком, с появления в рекламе напитка «Coca-Cola», когда ему было 3 года. После эпизодических ролей в лентах «Студенческая команда» (1999) и «Неукротимые сердца» (2000), а также гостевых появлений в сериалах «Крутой Уокер: Правосудие по-техасски» и «Сабрина — маленькая ведьма», Племонс исполнил более заметную роль в фильме «Как Майк» (2002). Позже он появился в фильмах «Дети и их дни рождения» и «Большой толстяк в городе», а нескольких эпизодах таких сериалов, как «Справедливая Эми», «Логово Лайона», «C.S.I.: Место преступления», и «Анатомия страсти» в период между 2003 и 2006 годами.
В 2006 году Племонс присоединился к актёрскому составу телесериала «Огни ночной пятницы», повествующим о вымышленной футбольной команде одной из средних школ города Диллон, штат Техас. В первом сезоне сериала, его персонаж Лэндри Кларк обеспечивал комическую составляющую в тандеме с одним из центральных героев сериала — его лучшим другом, футболистом Мэттом Саракином. В тот период, среди актёров и съёмочной группы была популярна шутка, что Племонс играл в футбол лучше большинства других актёров, хотя его персонаж не был футболистом. Тем не менее, Лэндри стал игроком футбольной команды во втором сезоне, и Племонс попросил режиссёра сериала Джеффри Рейнера, позволить выполнять ему все трюки самостоятельно, без дублёра. В первой же футбольной сцене, по словам Племонса из «него должны были выбить всё дерьмо… это продолжалось снова и снова». В итоге, от удара партнёра по съёмкам Тейлора Китча, Племонс получил серьёзное рассечение подбородка — ему было наложено 11 швов.
Племонс вновь сыграл с Китчем на одной съёмочной площадке в фильме «Морской бой» (2012). Режиссёр фильма Питер Берг (он также был одним из создателей «Огней ночной пятницы»), пояснил, что он понимал насколько комфортно Китчу было играть вместе с Племонсом: «Я знаю, что он очень хороший партнёр для Тейлора, он делает Тейлора лучше. Поэтому, я написал роль специально для Джесси. Тем не менее, я никогда не думал об этом как о воссоединении „Огней ночной пятницы“. Я расценивал это как подстраховку, пригласив фактически члена семьи, которому доверяю».
С 2012 по 2013 год Племонс входил в актёрский состав драматического телесериала «Во все тяжкие». Он исполнил роль Тодда Алкиста в финальном сезоне. Племонс появился в нескольких эпизодах сезона 5-А, в сезоне 5-В он уже играл на регулярной основе.
В январе 2014 года появилась информация, что Племонс является одним из кандидатов на участие в фильме «Звёздные войны: Пробуждение силы». В марте того же года было объявлено что он рассматривается на главную роль в этой ленте, наряду с другими четырьмя актёрами. Однако в итоге Племонс не получил эту роль.
В феврале 2022 года Племонс за исполнение роли Джорджа Бербэнка в фильме «Власть пса» был номинирован на премию «Оскар» в категории «Лучшая мужская роль второго плана» (2022).

## Личная жизнь
В 2016 году Племонс начал встречаться с актрисой Кирстен Данст, партнёршей по сериалу «Фарго». В январе 2017 года стало известно, что пара обручилась. Их сын, Эннис Говард Племонс, родился 3 мая 2018 года. В июне 2021 года у пары родился второй сын — Джеймс Роберт Племонс. В 2022 году они поженились.

## Фильмография

### Кино
| Год  | Русское название                               | Оригинальное название               | Роль                    | Режиссёр                                 | Примечания                                                                                    |
| ---- | ---------------------------------------------- | ----------------------------------- | ----------------------- | ---------------------------------------- | --------------------------------------------------------------------------------------------- |
| 1998 | В поисках севера                               | Finding North                       | Хобо                    | Таня Уэкслер                             |                                                                                               |
| 1999 | Студенческая команда                           | Varsity Blues                       | Томми Хербор            | Брайан Роббинс                           |                                                                                               |
| 2000 | Неукротимые сердца                             | All the Pretty Horses               | юный Грэди              | Билли Боб Торнтон                        |                                                                                               |
| 2002 | Дети и их дни рождения                         | Children on Their Birthdays         | звезда                  | Марк Медофф                              |                                                                                               |
| 2002 | Как Майк                                       | Like Mike                           | Окс                     | Джон Шульц                               |                                                                                               |
| 2003 | Большой толстяк в городе                       | When Zachary Beaver Came to Town    | Джей                    | Джон Шульц                               |                                                                                               |
| 2003 | Неудачи                                        | The Failures                        | Бо                      | Тим Хантер                               |                                                                                               |
| 2008 | Схватка в небе                                 | The Flyboys                         | хулиган #1              | Рокко Де Вильерс                         |                                                                                               |
| 2009 | Типа крутой охранник                           | Observe and Report                  | Чарльз                  | Джоди Хилл                               |                                                                                               |
| 2009 | Психоаналитик                                  | Shrink                              | Хесус                   | Джонас Пейт                              |                                                                                               |
| 2010 | Ускользающее счастье                           | Happiness Runs                      | Чад                     | Адам Шерман                              |                                                                                               |
| 2010 | Знакомство со Спенсером                        | Meeting Spencer                     | Спенсер Уэст            | Малкольм Маубрэй                         |                                                                                               |
| 2011 | Пол: Секретный материальчик                    | Paul                                | Джейк                   | Грег Моттола                             |                                                                                               |
| 2012 | Мастер                                         | The Master                          | Вэл Додд                | Пол Томас Андерсон                       |                                                                                               |
| 2012 | Морской бой                                    | Battleship                          | Джимми «Орди» Орд       | Питер Берг                               |                                                                                               |
| 2014 | Местный                                        | The Homesman                        | Гарн Сорс               | Томми Ли Джонс                           |                                                                                               |
| 2014 | Флаттер                                        | Flutter                             | Дэвид                   | Эрик Хьюбер                              |                                                                                               |
| 2015 | Чёрная месса                                   | Black Mass                          | Кевин Уикс              | Скотт Купер                              |                                                                                               |
| 2015 | Допинг                                         | The Program                         | Флойд Лэндис            | Стивен Фрирз                             |                                                                                               |
| 2015 | Шпионский мост                                 | Bridge of Spies                     | Джо Мёрфи               | Стивен Спилберг                          |                                                                                               |
| 2016 | Другие люди                                    | Other People                        | Дэвид                   | Крис Келли                               | Номинация — Премия «Независимый дух» за лучшую мужскую роль (2016)                            |
| 2017 | Открытие                                       | The Discovery                       | Тоби Харбор             | Чарли МакДауэлл                          |                                                                                               |
| 2017 | Сделано в Америке                              | American Made                       | Шериф Даунинг           | Даг Лайман                               |                                                                                               |
| 2017 | Недруги                                        | Hostiles                            | лейтенант Руди Киддер   | Скотт Купер                              |                                                                                               |
| 2017 | Секретное досье                                | The Post                            | Роджер Кларк            | Стивен Спилберг                          |                                                                                               |
| 2018 | Ночные игры                                    | Game Night                          | Гэри Кингсбери          | Джон Фрэнсис Дейли Джонатан М. Голдштейн | Номинация — Премия общества кинокритиков Детройта за лучшую мужскую роль второго плана (2018) |
| 2018 | Власть                                         | Vice                                | Курт                    | Адам Маккей                              |                                                                                               |
| 2019 | Путь: Во все тяжкие. Фильм                     | El Camino: A Breaking Bad Movie     | Тодд Алкист             | Винс Гиллиган                            |                                                                                               |
| 2019 | Ирландец                                       | The Irishman                        | Чаки О’Брайен           | Мартин Скорсезе                          |                                                                                               |
| 2020 | Думаю, как всё закончить                       | I’m Thinking of Ending Things       | Джейк                   | Чарли Кауфман                            |                                                                                               |
| 2021 | Иуда и чёрный мессия                           | Judas and the Black Messiah         | Рой Митчелл             | Шака Кинг                                |                                                                                               |
| 2021 | Круиз по джунглям                              | Jungle Cruise                       | Принц Иохим             | Жауме Кольет-Серра                       |                                                                                               |
| 2021 | Оленьи рога                                    | Antlers                             | Пол Медоуз              | Скотт Купер                              |                                                                                               |
| 2021 | Власть пса                                     | The Power of the Dog                | Джордж Бербэнк          | Джейн Кэмпион                            |                                                                                               |
| 2022 | Внезапная удача                                | Windfall                            | CEO                     | Чарли Макдауэлл                          |                                                                                               |
| 2023 | Убийцы цветочной луны                          | Killers of the Flower Moon          | Том Уайт                | Мартин Скорсезе                          |                                                                                               |
| 2024 | Падение империи                                | Civil War                           | ополченец               | Алекс Гарленд                            |                                                                                               |
| 2024 | Виды доброты                                   | Kinds of Kindness                   | Роберт / Дэниел / Эндрю | Йоргос Лантимос                          |                                                                                               |
| 2025 | Бугония                                        | Bugonia                             | Тедди                   | Йоргос Лантимос                          |                                                                                               |
| 2026 | Безымянный фильм Алехандро Гонсалеса Иньярриту | Untitled Alejandro G. Iñárritu film |                         | Алехандро Гонсалес Иньярриту             |                                                                                               |

### Телевидение
| Год       | Русское название                     | Оригинальное название          | Роль                 | Примечания |
| --------- | ------------------------------------ | ------------------------------ | -------------------- | --- |
| 2000      | Крутой Уокер: Правосудие по-техасски | Walker, Texas Ranger           | Расселл — младший    | Эпизод: «The General’s Return» |
| 2001      | Защитник                             | The Guardian                   | Лоуренс Нил          | Эпизод: «Paternity» |
| 2001      | Сабрина — маленькая ведьма           | Sabrina, the Teenage Witch     | ребёнок              | Эпизод: «Really Big Season Opener» |
| 2003      | Логово Лайона                        | The Lyon’s Den                 | Рэй Феррис           | Эпизод: «The Other Side of Caution» |
| 2003      | Справедливая Эми                     | Judging Amy                    | Джеймс Франклин      | Эпизод: «Marry, Marry Quite Contrary» |
| 2004      | Доктор Хафф                          | Huff                           | Доусон Джеймс        | Эпизод: «Cold Day in Shanghai» |
| 2004      | C.S.I.: Место преступления           | CSI: Crime Scene Investigation | Оуэн Дарбин          | Эпизод: «Down the Drain» |
| 2006      | Анатомия страсти                     | Grey’s Anatomy                 | Джейк Бартон         | Эпизод: «Yesterday» |
| 2006      | Морская полиция: Спецотдел           | NCIS                           | Джейсон Геклер       | Эпизод: «Deception» |
| 2006—2011 | Огни ночной пятницы                  | Friday Night Lights            | Лэндри Кларк         | 59 эпизодов |
| 2008      | Страх как он есть                    | Fear Itself                    | Леммон               | Эпизод: «The Sacrifice» |
| 2009      | Детектив Раш                         | Cold Case                      | Райан Стюарт         | 2 эпизода |
| 2011      | Дэцкая больница                      | Childrens Hospital             | Джесс                | Эпизод: «Father’s Day» |
| 2012      | Склонность                           | Bent                           | Гэри                 | 6 эпизодов |
| 2012—2013 | Во все тяжкие                        | Breaking Bad                   | Тодд Алкист          | 11 эпизодов Премия Гильдии киноактёров США за лучший актёрский состав в драматическом сериале (2013) Номинация — Премия Гильдии киноактёров США за лучший актёрский состав в драматическом сериале (2012)               |
| 2013      | Миссионер                            | The Missionary                 | Шервуд Элбридж       | Невышедший пилот канала HBO |
| 2014—2018 | Пьяная история                       | Drunk History                  | разные роли          | 3 эпизода |
| 2014      | Что знает Оливия?                    | Olive Kitteridge               | Джерри МакКарти      | 2 эпизода |
| 2015      | Фарго                                | Fargo                          | Эд Бломквист         | 10 эпизодов Премия «Выбор телевизионных критиков» за лучшую мужскую роль второго плана в мини-сериале или фильме (2015) Номинация — Премия «Эмми» за лучшую мужскую роль второго плана в мини-сериале или фильме (2016) |
| 2017      | Ничего не происходит                 | No Activity                    | Ангус                | 8 эпизодов |
| 2017      | Чёрное зеркало: USS Каллистер        | Black Mirror: USS Callister    | капитан Роберт Дейли | Номинация — Премия «Эмми» за лучшую мужскую роль в мини-сериале или фильме (2018) Номинация — Премия «Сатурн» за лучшую гостевую роль в телесериале (2018)                                                              |
| 2023      | Любовь и смерть                      | Love and Death                 | Алан Гор             | |
| 2024      | Нулевой день                         | Zero Day                       | Роджер Карлсон       | |
| 2025      | Чёрное зеркало                       | Black Mirror                   | Роберт Дейли         | Эпизод «USS Каллистер: В бесконечность» |